# 解揚
解揚（?—?），中国春秋时期晋国大夫，解氏。 
前619年春，晋灵公派解扬还给卫国匡地、戚地的土地。前608年秋，楚庄王侵陈国、宋国。晋国赵盾带兵会同宋文公、陈灵公、卫成公、曹文公讨伐郑国，救援陈、宋。楚国蒍贾在北林与晋军相遇，囚禁了晋国的解扬，晋军回国。
前594年，楚国攻打宋国，宋国向晋国求援。晋国大夫伯宗认为晋国鞭长莫及，所以晋景公没有出兵，派解扬到宋国让宋国不要降楚，解扬路过郑国，郑国人囚禁他献给楚国。楚庄王贿赂解揚让他说晋国不来救援。解扬开始不答应，经过楚王多次劝说解揚才答应。楚人让解扬登上楼车，解扬向宋国人喊话：“晋军已经出发，将要到达了。”楚庄王想杀死他，派人对他说：“你既已答应我，现在为什么又出尔反尔？不是我没有信用，而是你不讲信用。快去受刑吧！”解扬回答：“臣听说，国君能制订命令就是道义，臣下能接受命令就是信用，信用贯彻了道义然后去做就是利益。谋划不失去利益，以保卫国家，才是百姓的主人。道义不能有两种信用，信用不能接受两种命令。君王的贿赂下臣，就是不懂得命令的意义。接受了国君的命令而出国，宁可一死而不能废弃命令，难道是可以贿赂的吗？下臣所以答应您，那是为趁机完成国君的使命。死而能完成使命，是下臣之福。寡君有守信的下臣，下臣死得其所，还有什么其他要求呢？”楚庄王于是赦免解扬，放他回去。